# Lathraea
Pour les articles homonymes, voir Clandestine.
Genre
Classification phylogénétique
Lathraea est un genre de plantes herbacées, comportant selon les nomenclatures 5 à 7 espèces d’Europe et d’Asie tempérées. Le mot « Lathraea » vient du grec ancien λαθραῖος qui signifie « caché ».
Ses espèces, les lathrées, se distinguent des orobanches par leur rhizome muni d’écailles charnues et leur calice campanulé à 4 lobes égaux.
Certaines espèces sont également appelées « clandestine ».

## Description

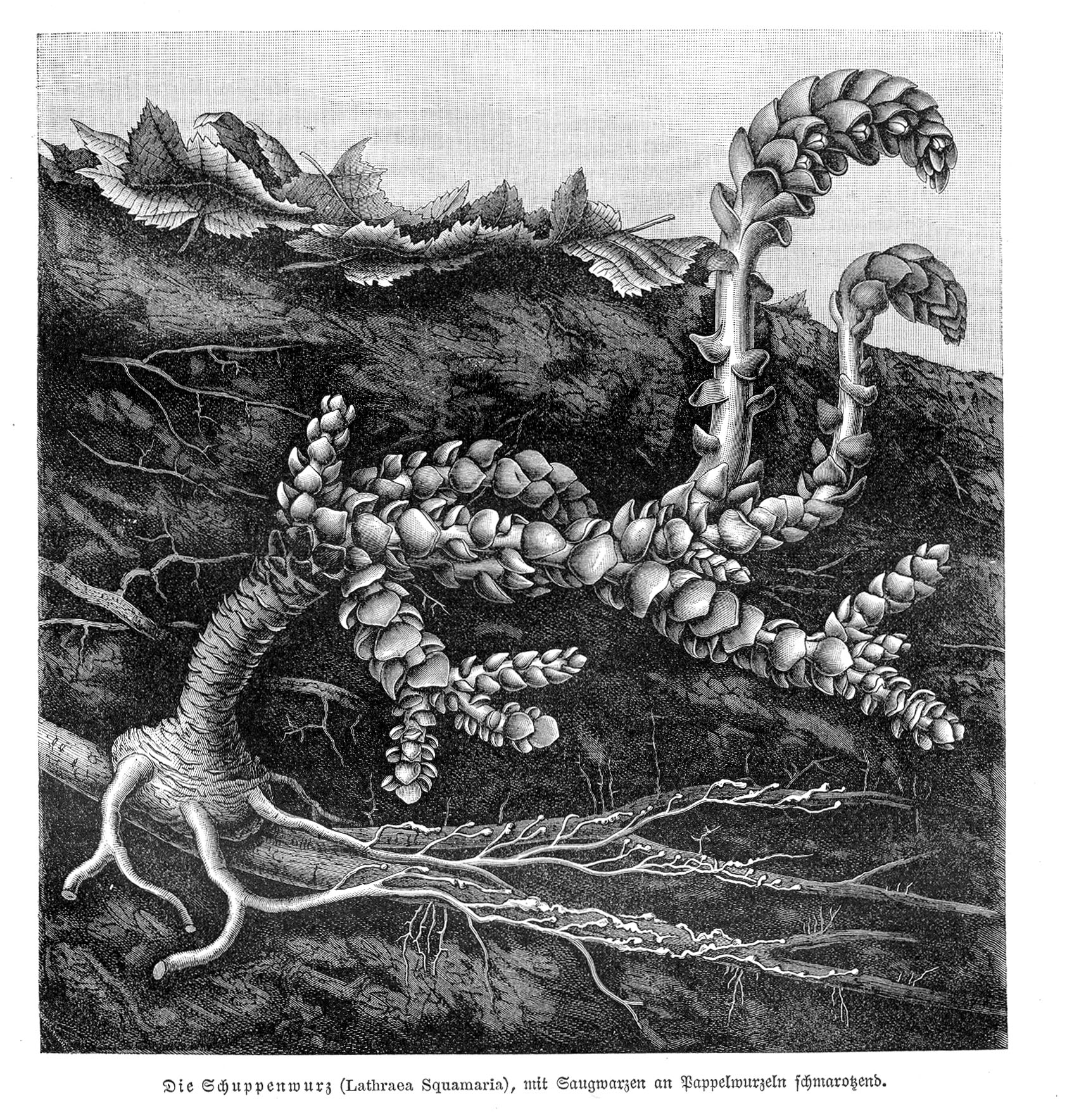
Lathraea squamaria - plante complète montrant l'importance de sa partie souterraine

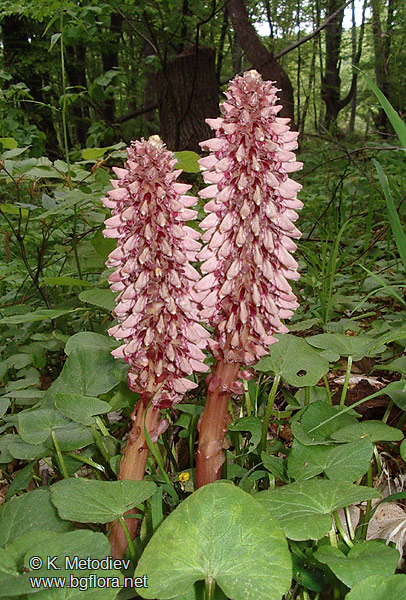
Lathraea rhodopea

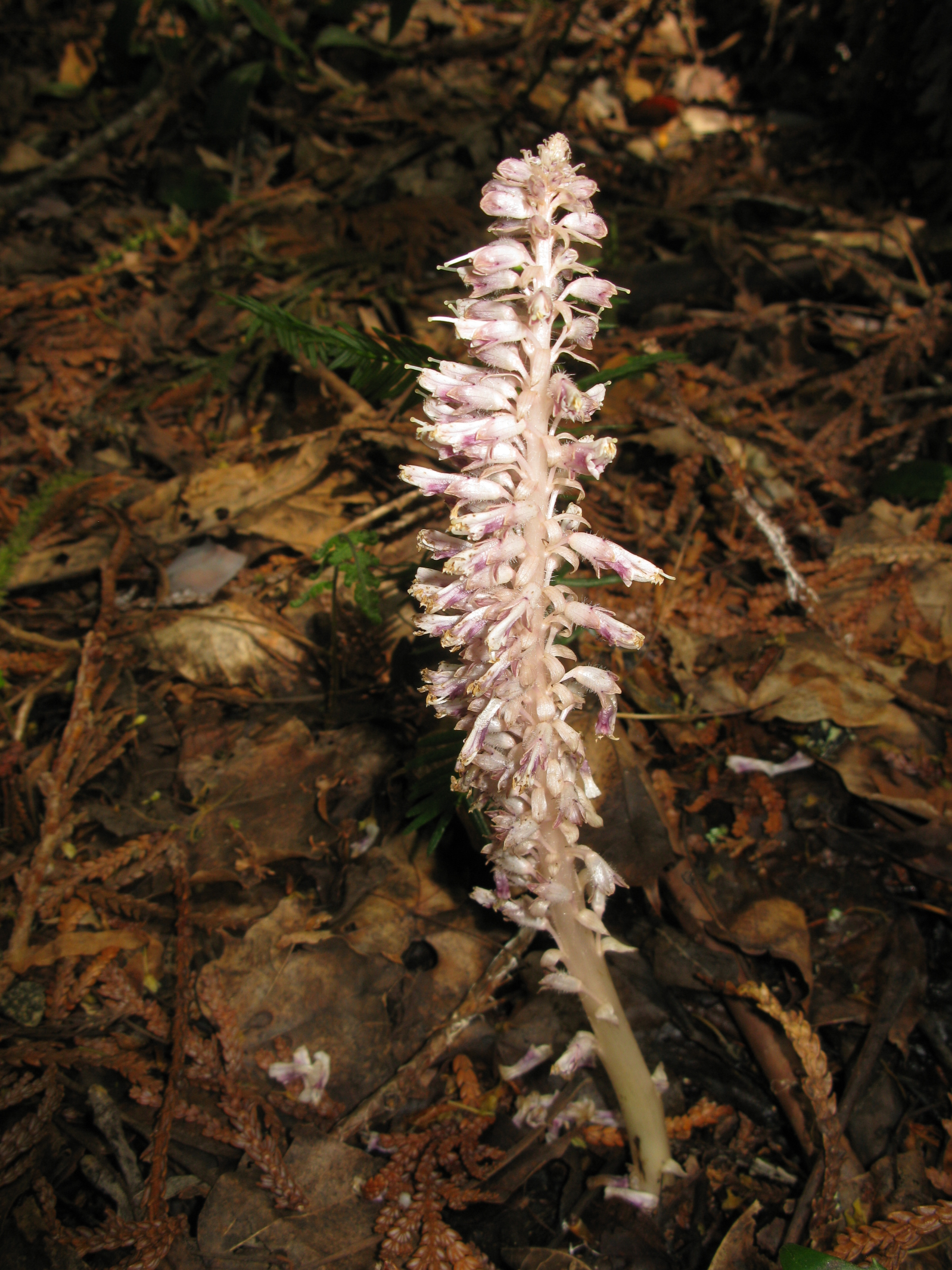
Lathraea japonica

Les lathrées sont des plantes parasites strictes dépourvues de chlorophylle. Leurs tiges souterraines blanches, recouvertes de feuilles écailleuses charnues, possèdent des suçoirs qui puisent la sève des racines de leur hôte. Les feuilles sécrètent un liquide qui ramollit le sol et favorise ainsi la progression de la plante.
Les lathrées sont des protocarnivores. Les insectes et autres animalcules qui sont trappés dans l’espace existant entre les feuilles et les tiges y meurent et y sont ensuite digérés, ce qui apporte un supplément d’azote à la plante,,.
Les espèces, dont la partie souterraine peut peser plusieurs kilos, se montrent à la surface pour fleurir et fructifier. Après avoir répandu leurs graines, elles disparaissent de la surface jusqu’à l'année suivante.
Les arbres sur les racines desquels les lathrées croissent souffrent peu du parasitisme, car la plante puise le maximum de nourriture lors de la montée de la sève printanière.
La lathrée vit la plupart du temps au bords des ruisseaux et a pour cible les peupliers, noisetiers, saules, résineux etc.[réf. nécessaire]

## Taxonomie

### Classification
Selon la classification classique, les lathrées relèvent de la famille des Scrophulariaceae.
La classification phylogénétique APG les a déplacées parmi les Orobanchaceae.

### Les espèces

#### Espèces européennes
- Lathraea squamaria L. est présente dans une grande partie de l'Europe.
- Lathraea clandestina L. a une répartition essentiellement atlantique (Belgique, France et Espagne) et localement en Italie.
- Lathraea rhodopea  Dingler  est une espèce atteignant 50 cm de haut, endémique de Bulgarie et de Thrace (Grèce).

#### Espèces asiatiques
- Lathraea japonica  Miq. (syn. Lathraea miqueliana Franch. & Sav.) est présente en Chine, en Corée et au Japon.
- Lathraea purpurea  H.A.Cummins ex King, originaire du Népal, est également signalée à Taiwan[5].

### Espèce déplacée du genre
- Pour Lathraea phelypaea L., voir Cistanche phelypaea (L.) Cout. (cistanque)